# Triệu Thị Ngọc Diễm
Triệu Thị Ngọc Diễm (sinh ngày 2 tháng 2 năm 1985, người Hoa) là nữ Đại biểu Quốc hội nước Cộng hòa xã hội chủ nghĩa Việt Nam. Bà hiện là Ủy viên Ban Chấp hành Trung ương Đoàn Thanh niên Cộng sản Hồ Chí Minh, Bí thư Tỉnh đoàn Sóc Trăng, Ủy viên Ủy ban Văn hóa, Giáo dục của Quốc hội, Đại biểu Quốc hội khóa XV từ Sóc Trăng.
Triệu Thị Ngọc Diễm là đảng viên Đảng Cộng sản Việt Nam, học vị Cử nhân Sư phạm Văn, Thạc sĩ Lý luận và phương pháp dạy học, Cao cấp lý luận chính trị. Bà có sự nghiệp đều công tác ở quê nhà Sóc Trăng.

## Xuất thân và giáo dục
Triệu Thị Ngọc Diễm sinh ngày 2 tháng 2 năm 1985 tại xã Phú Mỹ, huyện Mỹ Tú, tỉnh Sóc Trăng. Bà là người dân tộc Hoa, quá trình học tập phổ thông tại thị xã Sóc Trăng (nay là TP Sóc Trăng), theo học đại học ở Thành phố Hồ Chí Minh, tốt nghiệp Cử nhân Sư phạm Ngữ văn, tiếp tục học cao học và nhận bằng Thạc sĩ Lý luận và phương pháp dạy học bộ môn Văn - Tiếng Việt tại trường Đại học Cần Thơ, hiện đang là nghiên cứu sinh chuyên ngành Quản lý công của Học viện Hành chính quốc gia. Bà được kết nạp Đảng Cộng sản Việt Nam vào ngày 3 tháng 2 năm 2005, trở thành đảng viên chính thức sau đó 1 năm, từng theo học các khóa chính trị ở Học viện Chính trị Quốc gia Hồ Chí Minh và tốt nghiệp Cao cấp lý luận chính trị. Hiện bà thường trú ở khóm 4, phường 4, TP Sóc Trăng, tỉnh Sóc Trăng.

## Sự nghiệp
Tháng 9 năm 2006, sau khi tốt nghiệp đại học, Triệu Thị Ngọc Diễm được tuyển dụng vào Trường Cao đẳng Sư phạm Sóc Trăng làm Giáo viên, sau đó là cán bộ Phòng Công tác Học sinh, sinh viên, rồi cán bộ Phòng Đào tạo – Nghiên cứu khoa học của trường. Bà tham gia công tác Đoàn Thanh niên Cộng sản Hồ Chí Minh, là Phó Bí thư Đoàn Trường Cao đẳng Sư phạm Sóc Trăng. Tháng 10 năm 2011, bà được bổ nhiệm làm Phó Trưởng phòng Công tác Học sinh, sinh viên, bên cạnh đó giữ các chức vụ khác là Chủ tịch Hội Sinh viên Trường Cao đẳng Sư phạm Sóc Trăng, Ủy viên Ban Chấp hành Đoàn khối Các cơ quan Sóc Trăng, Ủy viên Ban Chấp hành Tỉnh đoàn Sóc Trăng, Bí thư Chi bộ Sinh viên Trường, Ủy viên Ban Chấp hành Đảng bộ Trường. Sau đó, bà được bầu làm Bí thư Đoàn Trường Cao đẳng Sư phạm Sóc Trăng, Trưởng phòng Công tác Học sinh, sinh viên. Tháng 12 năm 2016, bà được điều lên Tỉnh đoàn Sóc Trăng, nhậm chức Phó Bí thư Tỉnh đoàn, rồi đến tháng 8 năm 2019 thì được điều vè thị xã Vĩnh Châu, chỉ định vào Ban Thường vụ Thị ủy, nhậm chức Phó Chủ tịch Ủy ban nhân dân thị xã Vĩnh Châu.
Năm 2021, Triệu Thị Ngọc Diễm được Ủy ban Mặt trận Tổ quốc Việt Nam tỉnh giới thiệu tham gia ứng cử đại biểu Quốc hội từ Sóc Trăng, thuộc đơn vị bầu cử số 3 gồm thị xã Vĩnh Châu, huyện Mỹ Xuyên, Trần Đề, rồi trúng cử Đại biểu Quốc hội khóa XV với tỷ lệ 69,50%, đồng thời là Ủy viên Ủy ban Văn hóa, Giáo dục của Quốc hội. Tháng 9 năm 2021, bà miễn nhiệm chức vụ ở Vĩnh Châu, được bổ nhiệm làm Bí thư Tỉnh đoàn Sóc Trăng, đồng thời là Ủy viên Ban Chấp hành Trung ương Đoàn Thanh niên Cộng sản Hồ Chí Minh.